# Гавра Плавшић
Хаџи Гавра Плавшић (Вуковар, 1849 — Нови Сад, 28. август 1937) био је апотекар, добротвор и члан Патроната Привредникових добротвора.

## Биографија
Отац му је био трговац житом. Пошто је магистрирао фармацију настанио се у Новом Саду, где је отворио апотеку „Код Св. Духа“, која је, захваљујући његовој стручности, постала позната и популарна.
Плавшић је уживао глас српског родољуба и био је веома уважаван међу суграђанима. Био је један од оснивача Српског централног кредитног завода у Новом Саду. Убрајан је међу настављаче рада некадашње Уједињене омладине српске. Како није имао деце, највећи део имовине завештао је Српском привредном друштву „Привредник“. Оставио је и неколико легата Српски православним општинама у Новом Саду, Вуковару и Белој Цркви, као и Матици српској, Добротворној задрузи Српкиња, Српском учитељском конвикту, Задрузи Срба занатлија и Фонду српске Велике гимназије у Новом Саду.